# کمال غفاریان
کمال (کم) غفاریان، یک شخصیت حوزه‌ی کسب‌وکار ایرانی-آمریکایی است که به‌عنوان بنیان‌گذار آی‌بی‌اکس، آکسیوم اسپیس، اینتوئتیو مشینز، اکس-انرژی و کوانتوم اسپیس شناخته می‌شود.

## زندگی و کار
غفاریان در ایران متولد شد و در ۱۷ سالگی به آمریکا مهاجرت کرد. او دارای مدرک کارشناسی دوگانه در رشتۀ علوم کامپیوتر و مهندسی الکترونیک، کارشناسی ارشد مدیریت اطلاعات و دکتری سیستم‌های مدیریت اطلاعات است. او کار خود را با شرکت استینگر غفاریان تکنولوژی آغاز کرد که آن را در سال ۱۹۹۴ میلادی با همکاری هارولد استینگر تأسیس کرد. این شرکت به عنوان پیمانکار سازمان های دولتی فعالیت می‌کرد و در فوریه ۲۰۱۸ توسط کی‌بی‌آر به مبلغ ۳۵۵ میلیون دلار خریداری شد 
غفاریان در سال ۲۰۰۹ شرکت اکس-انرژی را تأسیس کرد. این شرکت راکتورهای هسته ای دما بالای خنک شده توسط گاز را طراحی می‌کند. او همچنین در سال ۲۰۱۳، شرکت اینتوئتیو مشینز را تأسیس کرد. در سال ۲۰۱۶، او به همراه مایکل سافردینی، آکسیوم اسپیس را در هیوستون پایه‌گذاری کرد. غفاریان از اکتبر ۲۰۱۹ به عضویت هیئت مدیرۀ مؤسسۀ انرژی هسته‌ای درآمد.